# Lemma di Morse
In meccanica analitica il lemma di Morse è un lemma che descrive la topologia delle orbite nello spazio delle fasi in un intorno dei punti critici, cioè di equilibrio meccanico.

## Enunciato
Nello spazio delle fasi, nell'intorno di ogni punto critico esiste una trasformazione di coordinate che trasforma le orbite in ellissi se il punto critico è di equilibrio stabile, in iperboli se l'equilibrio è instabile.

## Dimostrazione
L'idea che sta alla base della dimostrazione di questo teorema è la possibilità di approssimare il potenziale nell'intorno dei punti critici tramite uno sviluppo in serie di Taylor al secondo ordine. In questo modo il potenziale diventa equivalente a quello di un oscillatore armonico o di un oscillatore iperbolico se il punto critico è rispettivamente di equilibrio stabile o equilibrio instabile. Di conseguenza le orbite in uno spazio delle fasi bidimensionale assumono la forma di ellissi o iperboli e, per questo motivo, i punti critici vengono chiamati anche punti ellittici e punti iperbolici a seconda che l'equilibrio in tali punti sia stabile o instabile.